# Leucothyreus virgilus
Leucothyreus virgilus är en skalbaggsart som beskrevs av Ohaus 1918. Leucothyreus virgilus ingår i släktet Leucothyreus och familjen Rutelidae. Inga underarter finns listade i Catalogue of Life.